# Noduliferola
Noduliferola is een geslacht van vlinders van de familie bladrollers (Tortricidae), uit de onderfamilie Olethreutinae.

## Soorten
- N. abstrusa Kuznetsov, 1973
- N. hylica (Diakonoff, 1984)
- N. niphada (Diakonoff, 1984)